# Гери и Фреки
В скандинавската митология Гери и Фреки са двата вълка, които съпътстват бога Один. За тях се споменава в Поетичната Еда, колекция от епични поеми, съставена през XIII век и в Прозаичната Еда, написана през XIII век от Снуре Стурлусон, както и в скалдическата поезия. Двойката е сравнявана с подобни фигури от гръцката, римската и ведийската митологии, а може също и да бъде свързана с вярванията на германските народи за Берсерк.